# ۹۴۷ (خورشیدی)
۹۴۷ نهصد و چهل و هفتمین سال هجری خورشیدی است.